# Virnjaci
Virnjaci (lat. Turbellaria) su organizmi koji nenametničkim životom žive u kopnenim vodama, moru i vlažnim staništima. Pripadaju koljenu plošnjaka. Trbušna strana im je ravna, dok je leđna blago nadsvođena. U vodi se kreću poput vira, po čemu su i dobili ime. Pokrov tijela čini trepetljikava epiderma koja ima zaštitnu ulogu, sudjeluje u pokretanju i u prozračivanju tijela. Na epidermi se nalaze žljezdane stanice koje izlučuju sluz za hvatanje plijena. U epidermu su također umetnuti i rabdoidi, štapići koji izbačeni i otopljeni u vodi daju gustu sluz koja prekriva životinje, a i melanofore, jamice koje sadrže pigment melanin. Ispod epiderme nalazi se sloj prstenastih mišića, a ispod njega je sloj uzdužnih mišića. Ispod mišića je rahlo vezivno tkivo mezenhim.
Virnjaci su strvinari ili predatori. Probavilo započinje ustima na trbušnoj strani na koja se nastavlja mišićno ždrijelo i crijevo u kojem se nalaze gastrodermalne stanice koje vrše fagocitozu. Probavilo je neprohodno pa se sva hrana izbacuje kroz usta. Sustav organa za izlučivanje obuhvaća mnogo izvodnih cjevčica protonefridija koji izbacuju većinom dušične ostatke s viškom vode. Dišu preko cijele površine tijela, difuzijom, pri čemu epiderma pomaže u prozračivanju. Što se tiče živčanog sustava, u glavi imaju nakupinu živčanih stanica koja se naziva cerebralni ganglij s nekoliko živčanih vrpci raspoređenih duž tijela. Jednostavniji oblici virnjaka imaju mrežasti živčani sustav, dok kod složenijih postoji tzv, ljestvičavi živčani sustav. Osjetne stanice za dodir se nalaze po cijelom tijelu, a najgušće su zastupljene na prednjoj strani. Osim za dodir, imaju i osjetila za ravnotežu, kemijska osjetila i ocele, jednostavne oči koje registriraju promjenu osvjetljenja.

### Razmnožavanje virnjaka
Virnjaci su uglavnom dvospolci. Duž tijela raspoređeni su jajnici i sjemenici koji se ulijevaju u jajovode i sjemenovode. Izbjegnuta je samooplodnja pa dolazi do unakrsne oplodnje. Do nje dolazi u vodi ili unutar tijela pri čemu se jajašca oblažu žumanjkom iz žumanjčane vreće. Iz jajašca se razviju mlade jedinke.

### Podjela virnjaka
Podjela virnjaka se temelji postojanju i broju crijeva. Tako se oni dijele na bescrijevce, ravnocrijevce, neravnocrijevce, trocrijevce, i mnogocrijevce.